# John Houstoun

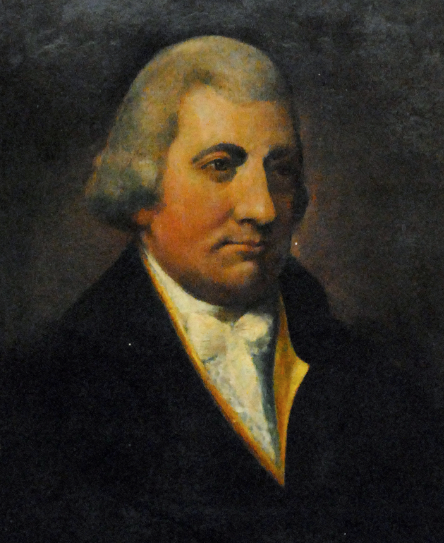
Portrait vom US-amerikanischen Politiker John Houstoun

John Houstoun (* 31. August 1744 in Waynesboro, Province of Georgia; † 20. Juli 1796 bei Savannah, Georgia) war ein US-amerikanischer Politiker und Gouverneur von Georgia.

## Frühe Jahre
John Houstoun wurde am 31. August 1744 in Waynesboro im heutigen Burke County als Sohn von Sir Patrick Houstoun geboren. Der Vater gilt als einer der ersten Siedler in der britischen Kolonie Georgia. Lange vor seiner politischen Laufbahn war John bereits als Anwalt in Savannah tätig. Sein Bruder William (1755–1813) vertrat den Staat Georgia im Kontinentalkongress.

## Politische Laufbahn
Houstouns politische Laufbahn begann zur Zeit der amerikanischen Unabhängigkeitsbewegung. 1774 trat er erstmals politisch in Erscheinung, als er zusammen mit einigen Gleichgesinnten eine Versammlung einberief, auf der die damalige Politik der englischen Krone diskutiert und kritisiert wurde. Ein Jahr später war er Delegierter auf dem sogenannten Provinzialkongress, der erste Konvent in Georgia, der von den Amerikanern einberufen wurde. Auf dieser Versammlung wurde er zu einem der Vertreter Georgias für den Kontinentalkongress in Philadelphia bestimmt. Dort trat er für die Unabhängigkeit der amerikanischen Kolonien von der britischen Krone ein, war aber gegen ein Handelsverbot. 1776 kehrte er noch vor der Unabhängigkeitserklärung nach Georgia zurück, daher gehört er auch nicht zu den Unterzeichnern der Erklärung. Der Grund seiner Rückkehr war die Agitation von John Joachim Zubly, der in Georgia Stimmung gegen die Unabhängigkeitsbewegung machte und für den Verbleib Georgias bei der britischen Krone eintrat.

## Gouverneur von Georgia
1778 wurde er als Nachfolger von John Treutlen zum Gouverneur von Georgia gewählt. Zu dieser Zeit war trotz des Krieges um die Unabhängigkeit des Landes die politische Lage innerhalb der amerikanischen Patrioten in Georgia angespannt. Es gab zwei Fraktionen, die Konservativen und die Radikalen, die sich bitter bekämpften und die auch nicht vor Gewalttaten zurückschreckten. Es kam zu Duellen und sogar zu politisch motivierten Morden, denen später sogar Ex-Gouverneur Treutlen zum Opfer fiel.
Houstoun gehörte zu den Konservativen und seine Wahl wurde von deren Seite entsprechend begrüßt. Seine erste Aufgabe als Gouverneur war die Verbesserung der schlechten militärischen Einrichtungen des Landes. 1778 wurde Georgia von britischen Loyalisten auf deren Weg zu dem englischen Stützpunkt St. Augustine in Florida heimgesucht. Diese plünderten und zerstörten Dörfer und Städte. Außerdem ging das Gerücht, dass die Briten in St. Augustine eine neue Armee aufstellen würden. Gouverneur Houstoun setzte sich selbst an die Spitze der Miliz und plante einen Angriff auf St. Augustine. Zusammen mit der regulären Armee unter Generalmajor Robert Howe gelang es die Briten aus Georgia zu vertreiben. Howe war aber gegen einen Angriff auf St. Augustine und Houstouns Angriff scheiterte. Es kam aber noch schlimmer. Die Briten gingen zum Gegenangriff über und besetzten Georgia. Dem Gouverneur blieb nur die Flucht. Bis 1782 hielten sich die Briten in Georgia auf. Erst nach der Schlacht von Yorktown zogen sie sich zurück. 1784 wurde Houstoun noch einmal für ein Jahr zum Gouverneur gewählt.

## Lebensabend und Tod
Nach dem Ende seiner Amtszeit gehörte er einer Kommission an, die die Grenze zu South Carolina festlegen sollte. Mit dem Ergebnis der Kommission war er aber nicht einverstanden; er glaubte, South Carolina habe zu viel Land erhalten. 1790 wurde er für ein Jahr zum ersten Bürgermeister der Stadt Savannah gewählt. Danach war er Richter und Leiter einer Schulanstalt im Chatham County. Er starb am 20. Juli 1796.
Houstoun war mit Hannah Brian verheiratet. Das Paar hatte keine Kinder.
Nach ihm ist Houston County in Georgia benannt.